# 三菇六耳
三菇六耳是中式齋菜的名貴食材的合稱，是鼎湖上素和如意齋的主要食材，包括了三種菇類和六種真菌食材，配以竹笙或各種堅果來烹調，又或以齋湯煨煮亦可。由於部分食材今日已絕跡，現時廚師會改用其他食材替代。
原來的三菇六耳：
- 三菇
  - 冬菇（以日本[2]九州[1]的花菇為上品，但來自中國大陸及韓國的花菇亦可[1]；其他香菇不可）
  - 草菇（以越南北部出產的為上品[2]）
  - 蘑菇（以來自蒙古地區的張家口蘑菇為上品[1]）
- 六耳
  - 木耳：當中以黑木耳（又名雲耳[2][3]）最常用，白背木耳[1]或毛木耳[3]也常用。
  - 雪耳：又名銀耳[1]
  - 黃耳
  - 榆耳：取其與「如意」諧音
  - 石耳（已絕跡）
  - 桂花耳（已絕跡），又名金耳[4]

用來替代已絕跡的石耳和桂花耳，以羊肚菌最常見，另外亦有使用松茸、牛肝菌或乾巴菌、沙耳作替代品。而從前花菇不普遍時，亦可以香信來取代。其他食材原來亦是名貴食材，但由於人工培殖菇類的進步而變得普及。